# Даніела Альварес (тенісистка)
Даніела Альварес (ісп. Daniela Álvarez; нар. 28 грудня 1983) — колишня болівійська тенісистка.
Найвищу одиночну позицію світового рейтингу — 749 місце досягла 26 серпня 2002, парну — 461 місце — 17 вересня 2001 року.
Здобула 4 парні титули.

## Фінали ITF

### Парний розряд: 7 (4–3)
| Результат | Ранг | Дата              | Турнір                   | Покриття | Партнерка                   | Суперниці                            | Рахунок          |
| --------- | ---- | ----------------- | ------------------------ | -------- | --------------------------- | ------------------------------------ | ---------------- |
| Перемога  | 1.   | 13 листопада 2000 | Сан-Сальвадор, Сальвадор | Ґрунт    | Серене Реєс                 | María Eugenia Brito Еріка Кларке     | 5–4(3), 4–1, 5–3 |
| Перемога  | 2.   | 29 липня 2001     | Гуаякіль, Еквадор        | Ґрунт    | Ана Лусія Мільяріні де Леон | María Alejandra García Ларісса Шерер | 6–2, 6–2         |
| Поразка   | 1.   | 6 серпня 2001     | Ліма, Перу               | Ґрунт    | Ана Лусія Мільяріні де Леон | Марія Фернанда Алвеш Карла Тіене     | 6–0, 3–6, 2–6    |
| Поразка   | 2.   | 13 серпня 2001    | Ла-Пас, Болівія          | Ґрунт    | Ана Лусія Мільяріні де Леон | Меліса Аревало Карла Тіене           | 2–4 ret.         |
| Перемога  | 3.   | 4 серпня 2002     | Манта (Еквадор), Еквадор | Ґрунт    | Ана Лусія Мільяріні де Леон | María Eugenia Brito Regina Temez     | 6–2, 4–6, 6–3    |
| Перемога  | 4.   | 12 серпня 2002    | Ла-Пас, Болівія          | Ґрунт    | Ана Лусія Мільяріні де Леон | Lívia Azzi Бруна Колозіу             | 1–6, 6–3, 6–0    |
| Поразка   | 3.   | 19 серпня 2002    | Асунсьйон, Парагвай      | Ґрунт    | Ана Лусія Мільяріні де Леон | Maria Cláudia Alves Бруна Колозіу    | 4–6, 6–1, 2–6    |